# Pixabay
Pixabay este un site internațional, disponibil în 26 de limbi, care oferă gratuit imagini, filmulețe, imagini vectoriale și ilustrații de înaltă calitate. La 11 ianuarie 2016 Pixabay găzduia 540 000 imagini, grafică vectorială și ilustrații și cca 1300 de filmulețe. Din 2015 Pixabay găzduiește și filmulețe.

## Istorie
Site-ul a fost înființat în noiembrie 2010, în orașul Ulm din Germania, de către Hans Braxmeier și Simon Steinberger  În martie 2012 Pixabay a fost transformat dintr-o colecție personală de imagini într-o comunitate online interactivă și internațională (interfața fiind disponibilă în 20 de limbi). În iunie 2012 Pixabay a fost inclus în motorul de căutare Creative Commons, alături de Flickr, Youtube și Wikimedia Commons. Din 2015 sunt disponibile spre descărcare și filmulețele.

## Caracteristici
Toate imaginile, filmulețele, imaginile vectoriale și ilustrațiile sunt aprobate/respinse manual de membrii site-ului Pixabay. Decizia de aprobare sau respingere este dată în maximum câteva zile.
Utilizatorul poate descărca ce dorește și fără a fi înregistrat, dar trebuie să completeze mereu un captcha. Dacă utilizatorul se înregistrează, acel captcha va dispărea.
Cele mai multe imagini au cel puțin 7 MP.
Când se folosește motorul de căutare, pe primul rând vor apărea niște imagini de pe Shutterstock (un site unde imaginile sunt cumpărate), iar începând cu al doilea rând sunt afișate imaginile Pixabay. (Pixabay este sponsorizat de Shutterstock.) Dacă fotograful donează mai mult de 10 imagini, reclamele încetează să-i mai apară.

## Opțiunile site-ului
Fiecare utilizator înregistrat are o pagină de profil are o secțiune specială de imagini favorite o secțiune cu fotografiile sale încărcate pe site (pot fi ordonate în funcție de numărul de vizualizări, de numărul de descărcări, de numărul de like-uri, de numărul persoanelor care au trecut imaginea la favorite și de numărul de comentarii o secțiune unde votează pentru respingerea sau aprobarea noilor imagini și o cutie poștală.
Pixabay oferă o secțiune specială numită „Întrebări frecvente” din 2012 un forum cu mai multe secțiuni (știri importante despre Pixabay; sugestii și sfaturi pentru îmbunătățirea site-ului; o secțiune de ajutor practic, o secțiune tehnică despre fotografie și o secțiune de chat liber) și un blog.
Utilizatorii pot da like-uri la fotografiile preferate, pot posta comentarii, pot comunica între ei și își pot trece fotografiile favorite într-un loc aparte. Utilizatorii pot explora și secțiunea intitulată „Alegerea editorului” unde un membru al conducerii selectează fotografiile sale preferate.
Imaginile pot fi descărcate la dimensiunea dorită, de obicei fiind disponibile 4 opțiuni.
Există opțiunea de afișare a imaginilor în funcție de orientarea lor, orizontală sau verticală, apoi există posibilitatea selecției din cele 20 de domenii disponibile și de asemenea pot fi selectate mărimea imaginii și culoarea ei (predominantă).
Pentru imagini există opțiunea selectării celor mai noi sau a celor mai populare imagini. 

## Folosirea imaginilor
Toate imaginile și filmulețele de pe Pixabay sunt gratuite, fără drepturi de autor, fiind eliberate sub licența Creative Commons CC0. Ele pot fi descărcate, modificate, distribuite, folosite gratuit în orice scop, chiar și în scop comercial. În plus, atribuirea lor nu este obligatorie.
Deși imaginile sunt gratuite, conținutul înfățișat de unele imagini poate fi încă protejat de mărci comerciale, publicitate sau în virtutea unor drepturi private. Astfel nu pot fi folosite imaginile de persoane într-un mod care le pune într-o lumină proastă (de exemplu în imagini pornografice sau care încalcă legea sau morala) și folosirea imaginilor în care apar fețe de oameni necesită acordul persoanelor printr-un Model Released. De asemenea, dacă în imagine apare o proprietate privată este necesar acordul persoanei pentru folosirea imaginii. În plus, o imagine înfățișând o organizație cunoscută (de exemplu NASA) sau o persoană celebră (de exemplu Kate Upton) nu poate fi folosită fără consimțământ lângă un produs de vândut în maniera în care ar sugera că respectiva organizație sau celebritate recomandă acel produs.
Cine vrea să afișeze imagini de pe Pixabay pe site-ul său trebuie să le încarce pe serverul lui. URL-urile imaginilor de pe Pixabay nu funcționează pe site-uri externe. (No Hotlinking)

## Standarde de calitate pentru fotografi
Fotografii care donează imagini trebuie să respecte standardele site-ului: imaginile trebuie să fie în formatele JPG, PNG, PSD, AI și SVG, să aibă până în 40 MB, să aibă cel puțin 1920 pixeli pe latura cea mai mică, să aibă un subiect clar, să nu fie neclare, să nu fie subexpuse sau supraexpuse sau să aibă culori de o slabă calitate, să nu conțină obiecte care distrag atenția în cadru, să nu fie înclinate, să nu conțină text, să nu fie manipulate peste măsură cu margini, filtre etc., să nu conțină „zgomot”, artefacte sau puncte de murdărie. Sunt apreciate donațiile în domeniile unde există mai puține imagini: emoții, oameni, sporturi, afaceri, media socială și internet, știință, tehnologie, vacanțe și mâncare.
Înainte de a fi aprobate sau respinse de conducerea Pixabay, utilizatorii înregistrați Pixabay pot vota pentru acceptarea sau respingerea unei fotografii sau pot avea o opțiune neutră în caz că sunt nehotărâți.
Filmulețele trebuie să fie în formatele MPEG, MOV and AVI, să aibă până în 300 MB, să aibă o rezoluție minimă de 1280X720 pixeli (HD) și să nu fie mai lungi de 60 de secunde.

## Fotografi
La 14.01.2016 existau circa 33 200 fotografi care donaseră cel puțin o imagine și circa 6100 de fotografi care donaseră mai mult de 10 imagini. Cel mai popular fotograf în ultimele 30 de zile este Geralt, care a donat circa 10 000 imagini, are circa 54 000 de like-uri, imaginile sale au fost trecute de circa 43 000 de ori la imagini favorite de către utilizatorii site-ului (circa 6200 de like-uri și treceri la favorite în ultima lună) și are în total circa 4 500 000 de descărcări. Cel mai mare donator este însă Hans, fondatorul Pixabay, care a donat site-ului circa 20 000 de imagini și are circa 2 100 000 de descărcări.

## Donații
Cei care descarcă imagini, ilustrații, vectori sau filmulețe pot dona sume de bani fie fotografilor (prin Paypal, fotograful trebuie să-și completeze profilul cu adresa de mail, altfel apare doar opțiunea donării către site), fie site-ului Pixabay ( prin Paypal, transfer bancar sau Bitcoins).

## Conducerea
Hans Braxmeier, fondatorul Pixabay și actualmente CEO al site-ului, are studii informatice și a înființat mai multe site-uri. Simon Steinberger este cofondator și CEO al site-ului și este și el dezvoltator al mai multor site-uri. Aga Marchewka, (social media și online marketing), Achim Thiemermann (social media marketing), Olga Foma (image quality control) sunt ceilalți membri ai personalului.

## Popularitatea
La 9 ianuarie 2016 Pixabay figura pe locul 1409 în clasamentul Alexa.

## Păreri
Unii au remarcat opțiunea de afișare a imaginilor în funcție de orientarea orizontală sau verticală, care lipsește altor site-uri similare posibilitatea de descărcare fără a fi înregistrat și prezența mai multor dimensiuni pentru o imagine. Alții au apreciat generozitatea licenței și posibilitatea de  motivare a fotografilor prin donații în bani. Alții au observat simplitatea și varietatea opțiunilor de căutare. Alții au remarcat volumul mare de imagini dimensiunea mare a majorității lor, interfața multilingvă și eleganța și ușurința în folosire. Alții au menționat că oferta site-ului face inutil furtul de fotografii protejate de copyright. Alții au reliefat lipsa obligativității atribuirii fotografiilor. Alții au apreciat lipsa costurilor ascunse, întâlnite în cazul altor site-uri. Alții au observat prezența activă a administratorilor pe forum și caracterul prietenos al comunității. Alții au remarcat calitatea înaltă a imaginilor (comparativ cu alte site-uri similare) și excelenta viteză de încărcare.